# 동아시아 페미니즘: 판타시아
동아시아 페미니즘: 판타시아(East Asia Feminism: FANTasia)는 2015년 9월 15일부터 11월 8일까지 대한민국 서울의 서울시립미술관 서소문 본관에서 진행된 미술 전시회이다.

## 개요
페미니즘 시각에서 동아시아 여성 미술의 현재와 그 의미를 살펴보는 전시다. 2015년 9월 15일에 개막식이 열렸으며, 9월 16일부터 9월 18일까지 행위 예술가인 정금형의 퍼포먼스 《휘트니스 가이드》가, 18일에는 서울시립미술관이 주최하고 현실문화연구와 여성문화이론연구소가 공동 기획한 라운드테이블(Round Table)이, 19일에는 서울시립미술관과 한국 위키미디어 협회가 공동 주최한 판타시아 에디터톤(FANTasia Edit-a-thon)이 연계 행사로 진행되었다.
서울시립미술관(SeMA)은 페미니즘 시각에서 동아시아 여성미술이 현재와 그 의미를 살펴보는 <동아시아 페미니즘: 판타시아>를 개최한다. 글로벌리즘, 로컬리즘이 교차하고 젠더와 재현의 문제가 세계적 화두로 떠오르는 현대미술 담론에서 아시아 여성미술은 그 자체로 중요한 정치적, 미학적 의미를 갖는다. (중략) 부계적 시각에서 보면 아시아와 여성은 비가시적 타자로 범주화되며, 이 범주는 바로 현실과 비현실의 경계에서 매혹과 위협의 전복성을 내포하고 있는 판타지의 영역이기도 하다. 본 전시는 아시아, 여성, 판타지가 공유하고 있는 비가시성, 타자성, 전복성에 주목하며 '판타지(fantasy)'와 '아시아(Asia)'의 합성어인 '판타시아(FANTasia)'를 주제이자 제목으로 내세운다. (중략) <동아시아 페미니즘: 판타시아>를 계기로 아시아 현대미술과 페미니즘 미술에 대한 다양한 담론과 논의가 국내외적으로 이어짐으로써 차세대 페미니즘의 방향을 가늠하는 기회가 될 것으로 기대한다.
— <동아시아 페미니즘: 판타시아> 전시 소개 중 발췌

## 참여 작가
- 쉴라 고우다
- 함경아
- 린톈먀오
- 시오타 치하루
- 장 파
- 정금형
- 밍 웡
- 정은영
- 아라야 라스잠리안숙
- 이진주
- 강애란
- 야마시로 치카코
- 인 시우젼
- 멜라티 수료다모

## 연계 행사
- 정금형 퍼포먼스: 《휘트니스 가이드》 (9월 16일 ~ 9월 18일)
- 라운드테이블: 일탈과 섹슈얼리티의 지평 (9월 18일)
  - 김현미, 서동진, 임옥희, 조혜영 참석.
- 판타시아 에디터톤 (9월 19일)
  - 정희진 참석.

## 갤러리

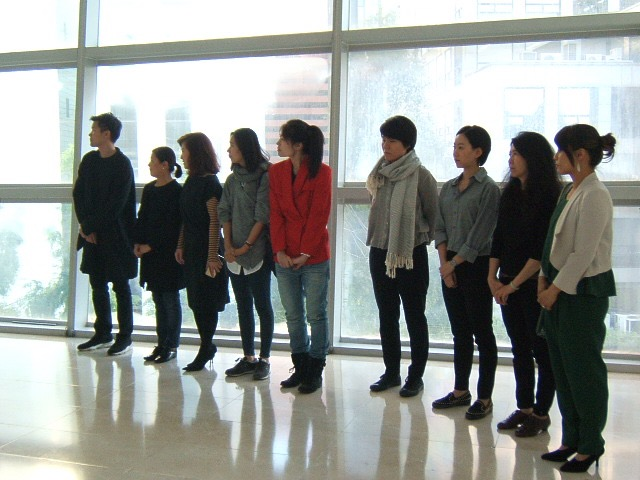
개회식에 참가한 작가들
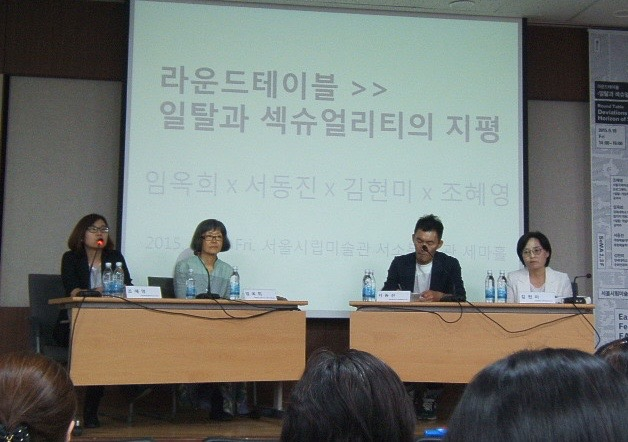
라운드테이블
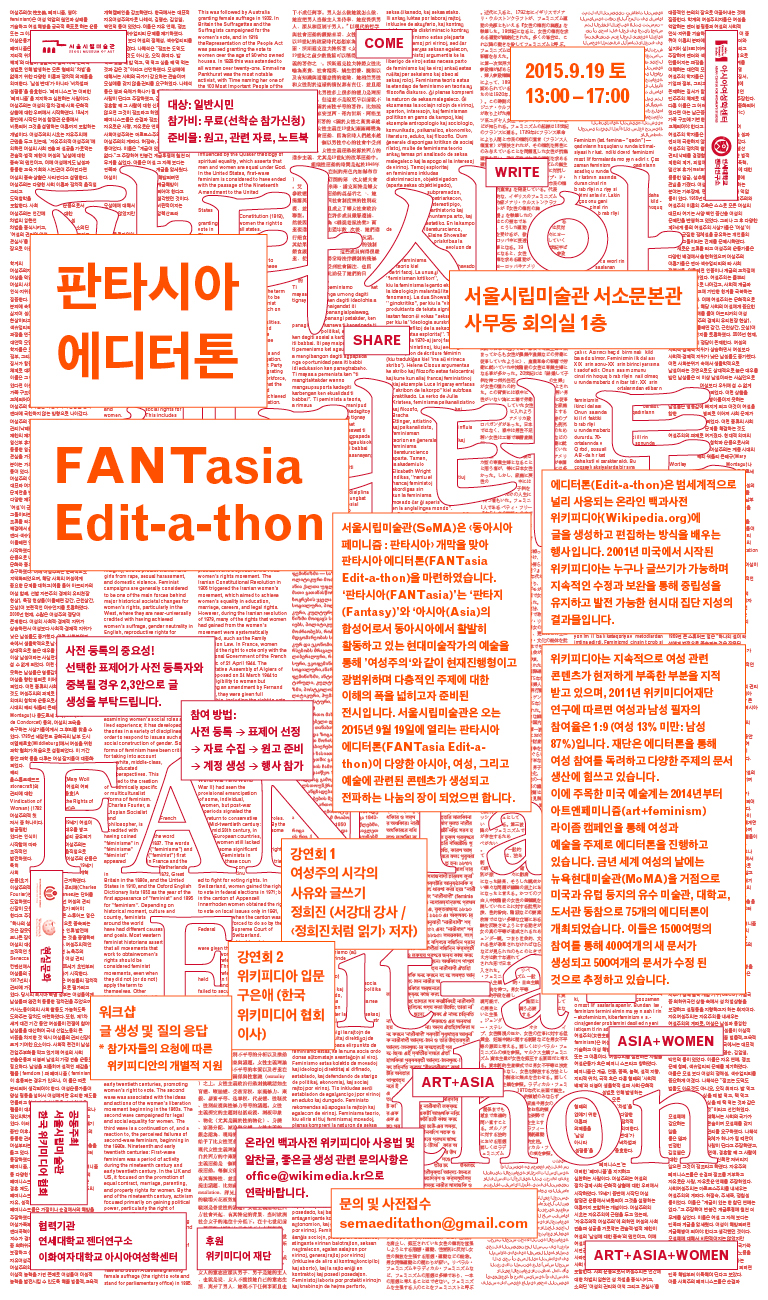
판타시아 에디터톤 포스터
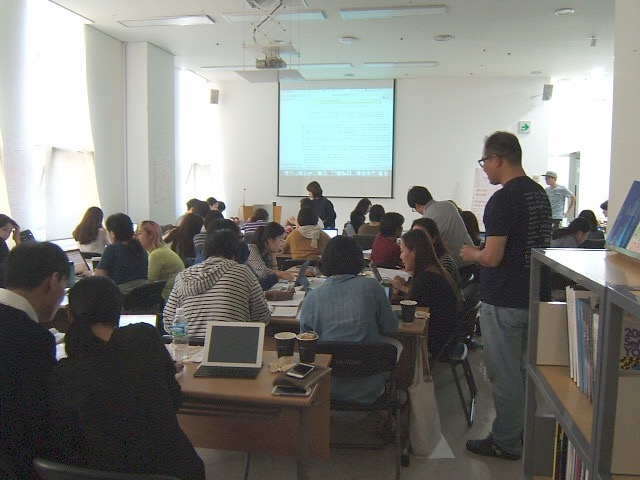
판타시아 에디터톤